# Shiga Taizan

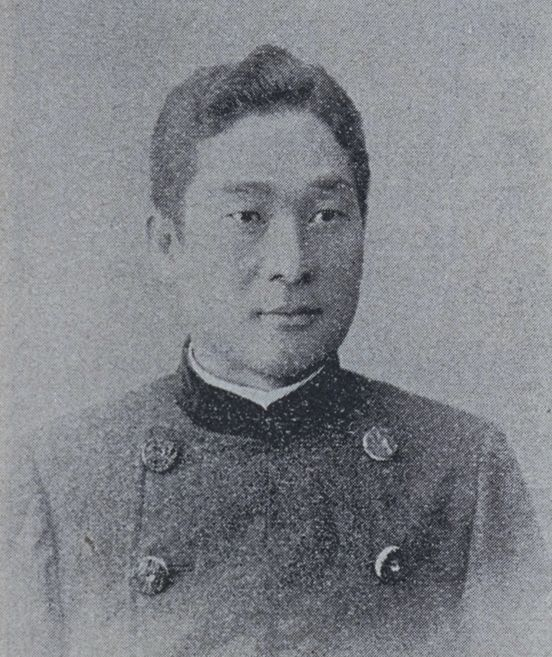
Shiga Taizan

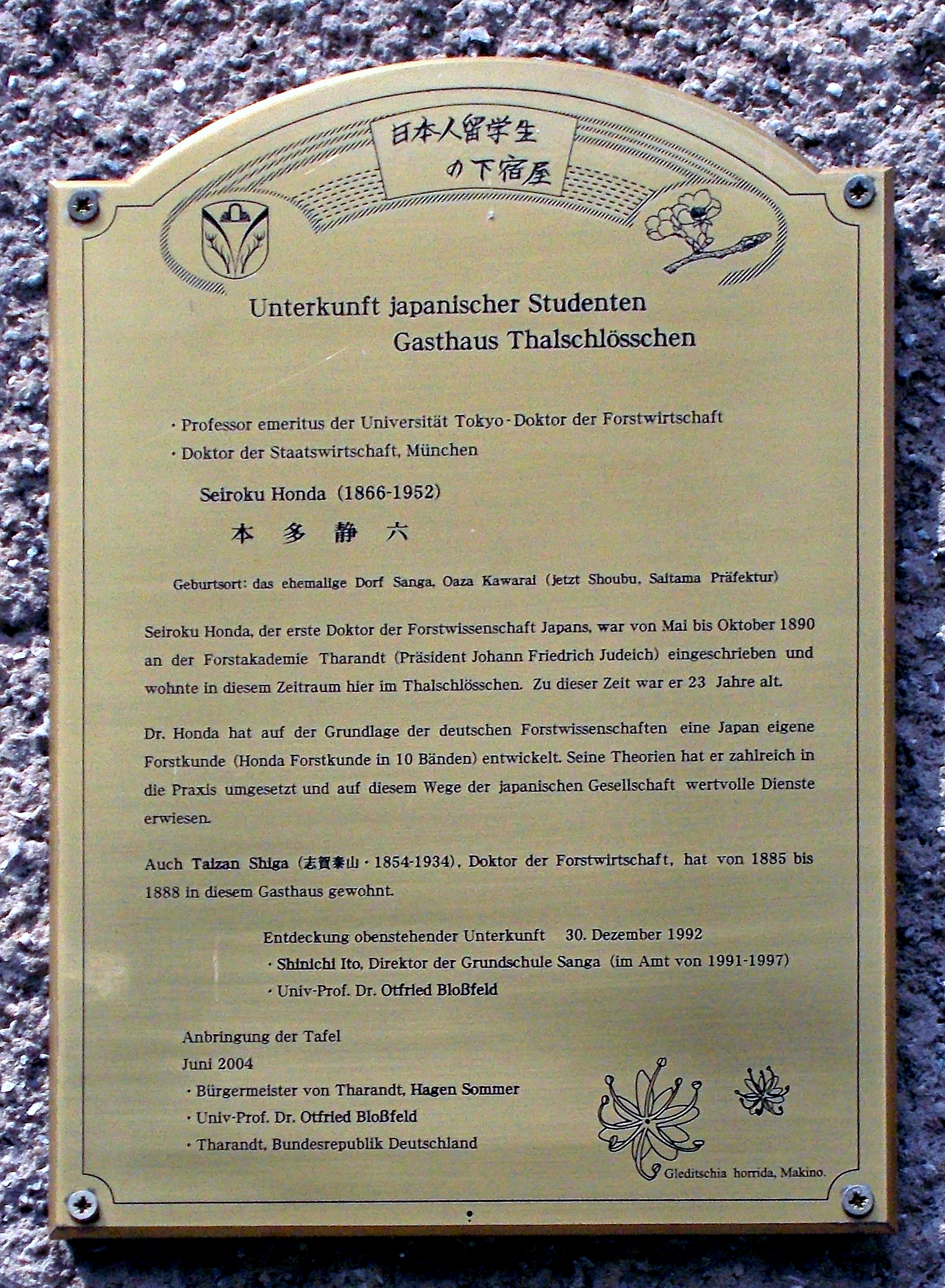
Erinnerungstafel an Honda Seiroku und Shiga Taizan in Tharandt

Shiga Taizan (japanisch 志賀 泰山; geboren 21. August 1854 in Chikanaga (Provinz Iyo); gestorben 5. Februar 1934) war ein japanischer Forstmann.

## Leben und Wirken
Shiga Taizan wurde als zweiter Sohn von Shiga Temmin (志賀天民), Han-Arzt der Uwajima-Domäne, geboren. Er studierte an der Daigaku Nankō (大学南校), an einer der Vorläufereinrichtungen der Universität Tokio, Bergbau und wurde 1877 Lehrer an der „Lehranstalt für Lehrerausbildung Osaka“ (大阪師範学校; Ōsaka shihan gakkō). 1883 wurde er Assistenzprofessor an der Höheren Lehranstalt für Landwirtschaft und Forsten (東京山林学校, Tōkyō sanrin gakkō), der späteren Fakultät für Landwirtschaft und Forsten der Universität Tokio.
1885 ging Shiga zur Weiterbildung nach Deutschland, und besuchte die Forstliche Hochschule Tharandt, wo er sich bis 1888 aufhielt. Nach seiner Rückkehr nach Japan trat er in die Abteilung für Forstwirtschaft des Ministeriums für Landwirtschaft und Handel (農商務省; Nōshōmu-shō) ein und wurde Beamter für Forstwirtschaft. 1889 wurde er erster Direktor des Amtes für Forsten von Tokio, ein Jahr später zugleich Professor für Forstwirtschaft an der Universität Tokio.
1903 trat Shiga in den Ruhestand. Er widmete sich der Verhütung von Fäulnis der Hölzer und sorgte für die Anwendung der Kenntnisse. Er wandte diese Kenntnisse 1907 auch für die Fäulnisverhütung aller Hölzer des Fernen Ostens an, setzte sich für die Errichtung eines entsprechenden Amtes ein und wurde dessen technischer Leiter.